# Paul Rosin
Paul Otto Rosin (* 24. Juli 1890 in Freiburg im Breisgau; † 13. März 1967 in London) war ein deutscher Wärmetechniker, Ingenieur und Unternehmer.

## Leben

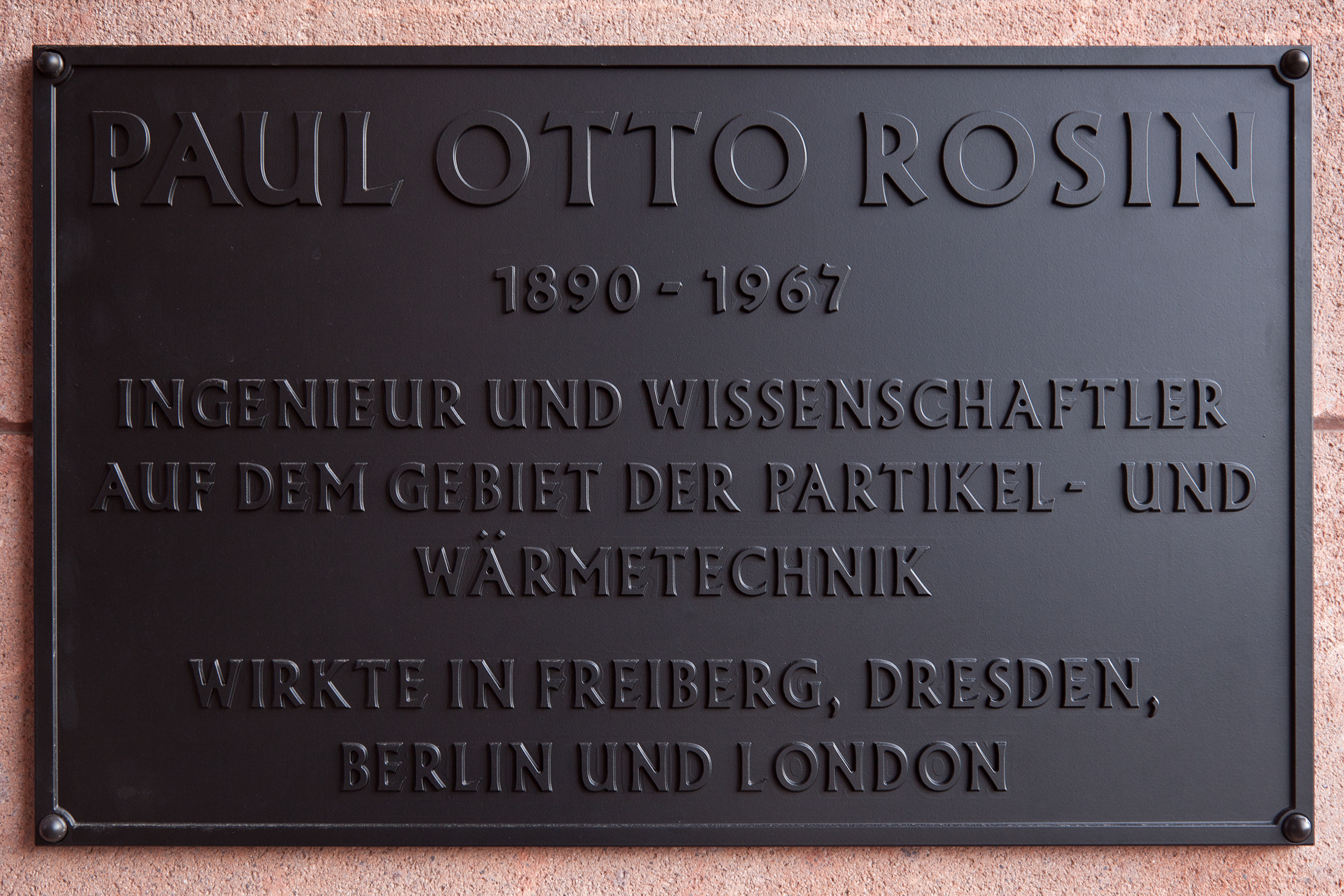
Gedenktafel in Freiberg

Paul Rosin kam 1890 als Sohn des Jura-Professors Heinrich Rosin und dessen Ehefrau Bona in Freiburg/Breisgau zur Welt. Er besuchte von 1899 bis 1908 das Humanistische Gymnasium in Freiburg, anschließend studierte er ein Semester lang Naturwissenschaften an der dortigen Albert-Ludwigs-Universität. 1909 wechselte er an die Bergakademie Freiberg, wo er 1914 sein Diplom als Hütteningenieur erwarb und eine Stelle als Assistent für Probierkunde annahm.
Während des Ersten Weltkriegs meldete sich Rosin am 18. Januar 1915 als Freiwilliger. Für seine Leistungen wurde er dabei mit dem Eisernen Kreuz II. Klasse (1915), dem Ritterkreuz II. Klasse des Albrechts-Ordens mit Schwertern (1918) und der Silbernen Medaille des Militär-St.-Heinrichs-Ordens (1918) ausgezeichnet. Nur einmal, bei der Schlacht um Verdun, wurde Rosin verwundet.
Nach Kriegsende nahm er seine Assistententätigkeit wieder auf und wechselte 1919 von der Probierkunde zur Hüttenkunde. Im gleichen Jahr heiratete er Paula Helene Marx, drei Kinder gingen aus der Ehe hervor. Der 1926 geborene Sebastian setzte in gewisser Weise die Arbeit seines Vaters fort. Er gründete 1959 in London das Unternehmen Rosin Engineering, das sich mit Aufbereitungs- und Trocknungsanlagen befasste. Er verkaufte es 1994 an die Firma GEA, heute firmiert es unter dem Namen GEA Barr-Rosin. Derzeit ist er Inhaber und Geschäftsführer der Firma Atritor in Coventry.
1920 promovierte Paul Rosin bei Carl Schiffner zum Dr.-Ing., und nur ein Jahr später habilitierte er sich. Am 1. Juli 1921 nahm er eine Stelle als Ingenieur für Wärmewirtschaft an den Staatlichen Hütten- und Blaufarbenwerken Halsbrücke an, gleichzeitig wirkte er weiter als Privatdozent an der Bergakademie, wo er 1928 zum außerordentlichen Professor für Verbrennungstechnik berufen wurde. Im Jahr 1925 kam Erich Rammler als Versuchsingenieur nach Halsbrücke. Dieser beschrieb seine ersten Eindrücke über Rosin in seiner Autobiographie Mein Berufsleben wie folgt: Die Probleme und Ziele, die er mir in einer höchst klaren und präzisen Ausdrucksweise darlegte, die enge Verbindung von technischer und wissenschaftlicher Arbeit, die er für notwendig erklärte, die ganze Persönlichkeit Rosins, der nur 11 Jahre älter als ich war, nahmen mich gefangen. Gemeinsame Reisen führten Rosin und Rammler 1932 in die Sowjetunion und 1936 nach Indien.
1927 gründete Paul Rosin in Dresden ein Laboratorium für Brennstofftechnik und industrielle Wärmewirtschaft. Zu seinen Mitarbeitern gehörten Erich Rammler und Reinhard Fehling. Im Jahr 1932 beendete Rosin seine Lehrtätigkeit in Freiberg. Er wurde Honorarprofessor an der Fakultät für Stoffwirtschaft der TH Berlin und zog um nach Berlin-Wannsee.
Ab 1933 bekam er den wachsenden Antisemitismus zu spüren: Obwohl evangelisch getauft, konnte er aufgrund seiner jüdischen Abstammung keinen Ariernachweis erbringen, so dass ihm 1933 die Prüfungsgenehmigung entzogen wurde und er 1937 seine Honorarprofessur formell aufgeben musste. 1936 verkaufte er – mit Rückkaufsrecht – sein Dresdner Laboratorium an Erich Rammler und wirkte vorwiegend in London, u. a. am Imperial College, wo er seine Forschungen fortsetzte und Vorträge hielt. 1938 emigrierte er endgültig, Reinhard Fehling folgte ihm ein Jahr später.
Während des Zweiten Weltkrieges war Rosin in die britische Kriegsforschung involviert. Er wirkte für das Petroleum Warfare Department und beteiligte sich an der Entwicklung eines Systems zur Landung von Flugzeugen bei Nebel.
Nach dem Zweiten Weltkrieg wirkte Paul Rosin als Berater für westdeutsche Unternehmen (u. a. für die Didier-Werke) 1955 wurde er in den Aufsichtsrat der Frankschen Eisenwerke Adolfshütte Niederscheld bei Dillenburg berufen, und ab 1959 war er Aufsichtsratsvorsitzender. Ferner wirkte er in England als wissenschaftlicher Berater für das Einzelhandelsunternehmen Marks & Spencer und für das Unternehmen Coalite. Paul Rosin starb 1967 in London.

## Wissenschaftliches Wirken
Paul Rosin war in den 1920er bis 1950er Jahren ein führender Experte auf den Gebieten der Braunkohlenstaubfeuerung und der pneumatischen Trocknung. Seine Arbeit war industrienah, doch er war immer bestrebt, wissenschaftlich zu arbeiten.
Bekannt ist er durch die RRSB-Verteilung und das It-Diagramm (Enthalpie-Temperatur-Diagramm), die beide noch heute eine wichtige Rolle in der Verfahrens- und Feuerungstechnik spielen. Zusammen mit Reinhard Fehling veröffentlichte er 1929 das Buch Das It-Diagramm der Verbrennung. Sie fanden heraus, dass zwischen Rauchgasvolumenstrom und Heizwert fester und flüssiger Brennstoffe ein linearer Zusammenhang besteht. Damit wurde die Verbrennungsrechnung stark vereinfacht, sozusagen ein ingenieurmäßiges Handwerkszeug.
In den 1920er Jahren setzte sich Kohlenstaub als kostengünstiger Energieträger für Kraftwerke durch. Schlüssel zum Erfolg war die Kenntnis des Einflusses von Partikelgröße und -verteilung. Paul Rosin entwickelte zusammen mit Erich Rammler eine Exponentialpotenz-Verteilung, die von Karl Sperling und John Godolphin Bennett formal noch vereinfacht wurde. Sie heißt seitdem RRSB-Verteilung. 1933 erschienen die entscheidenden Veröffentlichungen.

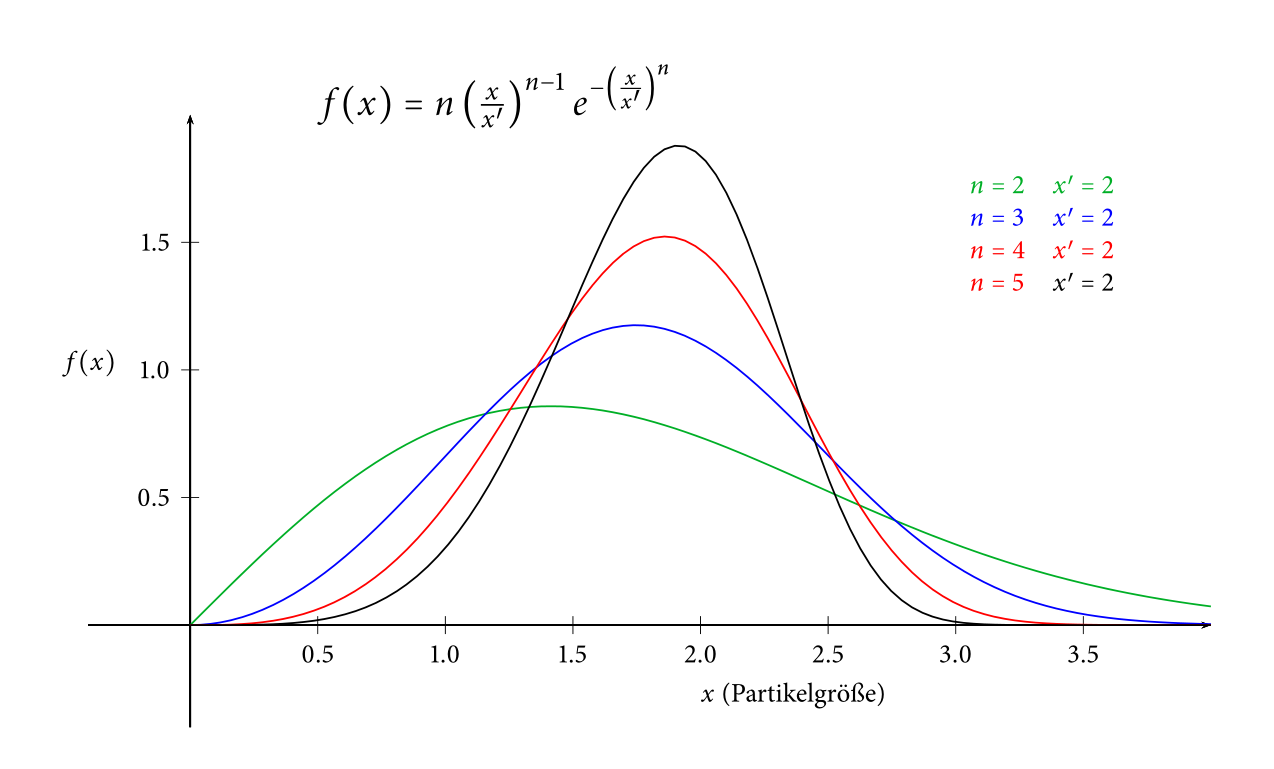
Diagramm zur RRSB-Verteilung

Die Wahrscheinlichkeitsdichtefunktion der Partikelgröße lautet:
{\displaystyle f(x)=n\left({\frac {x}{x'}}\right)^{n-1}\exp \left[-\left({\frac {x}{x'}}\right)^{n}\right],}
und die Verteilungsfunktion ist:
{\displaystyle F(x)=1-\exp \left[-\left({\frac {x}{x'}}\right)^{n}\right].}
Für statistische Zwecke wurde das RRSB-Verteilungsnetz entwickelt. Die RRSB-Verteilung kann auch für viele andere, nicht-kohlige Partikeln angewendet werden.
1939 erkannte der Schwede Waloddi Weibull, dass die mechanische Festigkeit von Materialien derselben statistischen Gesetzmäßigkeit genügt wie Partikelgrößen. In einem 1951 erschienenen Artikel zeigte er die vielfältigen Möglichkeiten der gegebenen Verteilung auf.
Seitdem wird der Name „Weibull-Verteilung“ häufiger als „RRSB-Verteilung“ benutzt.

## Werke (Auswahl)
- (mit Reinhard Fehling): Das It-Diagramm der Verbrennung. VDI-Verlag Berlin, 1929
- (mit Rammler und Fehling): Die Feuerungsleistung. VDI-Verlag Berlin, 1930
- (mit Rammler): Kornmühlen und Mahlung. VDI-Verlag Berlin, 1931
- (mit Rammler): Laws governing the fineness of powdered coal. In: Journal of the Institute of Fuel 7/1933/1, S. 29–36
- (mit Rammler): Contribution to the Drying of Coal. In: Journal of the Institute of Fuel. 8/1936
- The influence of particle size in processes of fuel technology. In: Chemical Engineering Research and Design. 15a/1937, S. 167–192
- Total, recoverable and returnable heat in combustion gases. In: Journal of the Institute of Fuel. 18/1945, S. 53–59
- Total, available, returnable and recoverable heat in combustion gases. Chapman & Hall London, 1963